# Heinrich Gerstbach
Heinrich „Heinz“ Gerstbach (* 17. Jänner 1941 in Wien) ist ein österreichischer Politiker (ÖVP).
Nach dem Besuch der Volksschule absolvierte Gerstbach das Humanistische Gymnasium Fichtnergasse und maturierte 1959 am BG Wien XIII. Er studierte in der Folge Elektrotechnik an der Technischen Universität Wien und schloss sein Studium 1970 mit dem akademischen Grad Dipl.-Ing. ab. Danach war Gerstbach ab Juli 1975 als fachtechnischer Referent und Bundesbeamter im
Österreichischen Patentamt beschäftigt, im Juli 1988 wurde er zum Hofrat ernannt. 1990 schied Gerstbach aus dem Dienst des Patentamtes aus, als er zum Bezirksvorsteher von Wien-Hietzing gewählt wurde. Knapp dreißig Jahre vorher hatte diese Funktion schon sein Vater Josef Gerstbach inne.
Seine politische Karriere begann Heinz Gerstbach im November 1981 als Bezirksrat der ÖVP in Hietzing. Danach fungierte er zwischen 1987 und 1990 als Klubobmann der ÖVP-Bezirksräte und als Bezirksvorsteher vom 7. Februar 1990 bis zum 8. Juli 2013. Mit diesen 23 Jahren im Amt zählte Gerstbach zu den am längsten dienenden Bezirkschefs von Wien.